# Poljaci
Poljaci (cyr. Пољаци) – wieś w Serbii, w okręgu rasińskim, w mieście Kruševac. W 2011 roku liczyła 399 mieszkańców.